# Arnuero
Arnuero è un comune spagnolo di 2.122 abitanti sulla Costa orientale della comunità autonoma della Cantabria, nella comarca di Trasmiera.
Il territorio comunale è limitato ad est dalla ría del Cabo Quejo, ad ovest dal fiume Ajo, a sud dalla Sierra del Molino de Viento, a nord dal Mar Cantabrico.
Al centro si trova il monte Gùcho alto 241 metri, massima altitudine del territorio municipale, la sua costa è molto accidentata con le punte di Cabo Quejo, Quejo minor e Cueva Colinas.
Il comune è formato da quattro nuclei abitati: Castillo, Soano, Isla e Arnuero, che dà il nome al comune e ne è il capoluogo, distante 43 km da Santander.
È uno dei centri della Cantabria più interessato dal turismo, sua principale risorsa economica, con le sue quattro spiagge e la vicinanza alle altre località turistiche di Ajo (Bareyo) e Noja. Il clima è atlantico, umido e temperato.

## Storia
In Cantabria la presenza umana, favorita dal territorio ricco di grotte e caverne, risale certamente al Paleolitico superiore. I primi insediamenti stabili si ebbero con l'invasione di popoli celti provenienti dall'Europa centrale che si fusero con i primitivi abitanti formando le fiere tribù cantabriche che si opposero duramente alla conquista romana per molti anni.
Nell'Alto Medioevo il territorio di Cantabria era sotto il dominio dei re e della Chiesa che aveva anche estesi possedimenti terrieri. Fu il tempo dei potenti abati dei diversi monasteri, in particolare la zona di Trasmiera dipendeva dal Monasterio de Santa Maria del Puerto di Santoña che aveva possedimenti in tutta la Cantabria Orientale.
La comarca di Trasmiera faceva parte del regno di Castiglia, nel 1035 passò al regno di Navarra ritornando in seguito alla Castiglia.
I diversi paesi si formarono per aggregazione attorno alle chiese delle abitazioni dei lavoratori delle terre delle chiese stesse, così avvenne intorno all'anno 1000 per Arnuero e per Isla. Nel XII secolo si formarono le divisioni territoriali dette Merindades governate dal merino o delegato reale, poi apparve il cosiddetto Corregidor (governatore) nominato dal re, che governava una o più Merindad. Arnuero appartenne 
alla Merindad de Trasmiera, la comarca situata fra il fiume Asón
e il fiume Miera da cui deriva il nome Trasmiera.
Col decadere del potere dei monasteri nei secoli XIV e XV, si affermarono le famiglie di personaggi cui i re dovevano riconoscenza che esplicavano nominandoli signori di un territorio, in particolare signore di Trasmiera fu Pedro Fernandez de Velasco. Presto i vari signori iniziarono a lottare fra loro per aumentare i loro possedimenti e nello stesso tempo esercitarono sui cittadini un potere dispotico togliendo ai loro Consigli le prerogative di un sia pur limitato autogoverno di cui godevano. Si registrarono allora forme di aggregazione di vari centri e per difendere i propri interessi. Si formò in questo modo nel XV secolo il comune di Arnuero, dall'unione dei quattro nuclei abitati di Arnuero, Castillo, Soano e Isla che facevano parte della Junta de siete villas che si dissolse.
Da allora il comune ha seguito le sorti della Cantabria e poi del regno di Spagna. L'economia si basò sulla pesca, su una agricoltura di sostenimento familiare e sull'artigianato, in particolare della costruzione di campane per cui Arnuero fu famosa in tutta la Spagna. L'avvento del turismo di massa nel XX secolo determinò una svolta dell'economia locale che attualmente è dotata di strutture alberghiere e di numerose case per le vacanze.

## Monumenti e luoghi d'interesse
- Iglesia de Asuncion, del XVI secolo ad Arnuero
- Iglesia de San Pedro, dello stesso secolo a castillo.
- Iglesia de San Juan y Santa Basilia, del XVII secolo a Isla.
- Torre de Labrahigo, dei secoli XIV e XV ad Isla dove si trova anche la Torre de Jado unita ad una casona del XVIII secolo con cappella.
- Torrino e Torre de la Cueva, del XVIII secolo.
- Palacio de los condes de Isla, vecchia fortezza del XVI secolo.
- Casonas signorili, con blasoni del XVI secolo.
- Ecoparque de Trasmiera, ad Arnuero. È un parco aperto dove si può esplorare la natura del territorio, la sua storia e seguire il fenomeno delle maree oltre al passo dei numerosi uccelli migratori.

## Feste
A Isla il giorno 11 agosto si celebra la festa di Santa Filomena e il 13 agosto si tiene il Dia del Turista. Il 15 agosto ad Arnuero si svolge la festa di Nuestra Señora. Il 16 agosto si svolgono sia ad Arnuero che ad Isla le feste di San Roque e il giorno successivo in entrambe le località la festa di San Roquin.
A Soano si fa festa il lunedì di Pasqua e a Castillo il 24 giugno c'è la festa di San Juan, il 29 giugno la festa di San Pedro e il 27 luglio la festa di San Pantaleon.